# Brigitte Lecordier
Brigitte Lecordier, da nubile Capron (Parigi, 14 aprile 1961), è un'attrice cinematografica, doppiatrice e direttrice del doppiaggio francese.

## Biografia
Dopo aver terminato gli studi scientifici ha trovato un ingaggio al circo di Annie Fratellini come clown.
Successivamente si è dedicata alla recitazione e al doppiaggio e alla conduzione radiofonica per Radio France.

## Filmografia
- On s'est fait doubler ! - cortometraggio - regia di Nicolas Ramade (2017)

## Doppiaggio

### Film
- Fred Savage in Il piccolo grande mago dei videogames
- Michael Stephenson in Troll 2
- Kieran Culkin e Angela Goethals in Mamma, ho perso l'aereo
- Miko Hughes in Un poliziotto alle elementari
- Jake Thomas in Lizzie McGuire - Da liceale a popstar
- Josh Hutcherson in Derby in famiglia

### Serie televisive d'animazione
- Lois Lane in Superman
- Robin in Batman
- Martin in Le avventure della dolce Kati
- Flappy in Juny peperina inventatutto
- Bart in Ken il guerriero
- Goku bambino e Chichi[1] in Dragon Ball
- Gohan, Goten, Trunks, Videl, Numero 18, Kaioshin, Maron, Arale Norimaki, Zeno in Dragon Ball Z, Dragon Ball GT, Dragon Ball Super
- Pidge in Voltron
- Toupia in Un oceano di avventure
- Benjamin in Papà castoro
- Andy Allman in God, the Devil and Bob
- Ollie in Rolie Polie Olie
- Jenny in Teenage Robot
- Kip in Higglytown Heroes - 4 piccoli eroi
- Noddy
- Ninya in Overlord
- Victor Laforêt in Codice Angelo[2]
- Luka Macken in Black Butler
- Roméo enfant, Grey Fullbuster in Fairy Tail
- Timmy Anderson in Justice League Action
- Gizmo in Teen Titans Go![1]
- Poco in Le bizzarre avventure di JoJo: Phantom Blood

### Videogiochi
- Neville Paciock, Fred e George Weasley, Colin Creavy in Harry Potter e la pietra filosofale, Harry Potter e la camera dei segreti
- Alvin in The Witcher
- Connor in Dragon Age: Origins
- John Sheppard in Heavy Rain
- Talcott in Final Fantasy XV

## Direzione del doppiaggio
- Una tomba per le lucciole
- Conan il ragazzo del futuro
- Juny peperina inventatutto
- La leggenda di Hikari
- Archibald, il koala investigatore
- Fly Tales
- Il nido
- Martin Matin
- Shaolin Wuzang
- Io, Elvis Riboldi
- Frieren - Oltre la fine del viaggio
- Blue Box

## Doppiatrici italiane
Come doppiatrice nelle versioni in italiano è stata sostituita da:
- Monica Ward in Papà Castoro